# قلعة الكصير
قلعة القصير هي حصن أثري، بمنطقة الكصير في وادي الكصير بشمال ناحية بصية بقضاء السلمان بمحافظة المثنى بالبادية العراقية جنوب العراق، مساحته 4122 متراً مربعاً، مبنيّ بطابوق طيني مفخور مرصوف بالجص والقار، جدرانه صلدة عالية ارتفاعها بين 6 أمتار و12 متراً، بُني في زوايا المتناظرة أبراج أسطوانية الشكل، كانت تُتخذ للمراقبة، استعملت القلعة مسلحاً في العهد الساساني بالعراق، ثم استعملت قاعدة لأمراء ووولاة متصارعين في العهد العباسي الثاني سنة 334 الهجرية حتى سنة 656، سُميت حصناً وقلعة وحامية، ومرَّ بها رحالة كثيرون وكتب في شأنها مستشرقون وآثاريون، سُرقت كنوزها ولُقاها الأثرية في عهود مختلفة، واكتشف فريق بحثي سنة 2010 أن أجزاء قد نهبت او اقتطعت بمقاسات متر في 75 سم، من جدران القلعة الأربع جرى رفعها وسرقتها، وخُرّب بعض الحصن وهُدمت بعض أجزاء من جدرانه، ونُبشت المنطقة المحيطة كثيراً بحثاً عن لُقى تاريخية من العصر الهجري الوسيط، وقال عدنان سمير دهيرب "تشير المعلومات إلى أن العام 1966 شهد اكتشاف آثارٍ تعود إلى العصر الحجري القديم في منطقة على بعد 2 كم جنوب غربي قلعة القصير، ويعتقد أن هذه المناطق التي تضم مقابر قديمة قد تعرضت إلى عمليات نهب منظمة حصلت خلال الفترة المحصورة بين العام 1966 وحتى العام 2001 من قبل مهربي الآثار"، ومُلحق بالقصر قبور قال أحمد حمدان الجشعمي إنها " تعود إما للوهابيين الذين قتلوا في الربع الأول من القرن العشرين في معاركهم مع قبائل الظفير، أو إلى الناس المارين بهذا المكان أو القاطنين قريباً منه، وشواهد القبور هنا هي عبارة عن كومة أحجار على كل قبرٍ، دلالة أن هذا المكان فيه قبر لإنسان قتل أو مات في هذه المنطقة"، وتصلح القلعة أن تُتخذ مقصداً سياحياً.

## وصلات خارجية
- موقع القصير في خريطة العراق الأثرية.